# ناحیه عین الذهب
ناحیهٔ عین الذهب (به عربی: دائرة عین الذهب) یک ناحیه در الجزایر است که در استان تیارت واقع شده‌است.